# Heinkel He 111
El Heinkel He 111 fue un bombardero alemán diseñado por los hermanos Siegfried y Walter Günter a principios de los años 30 del siglo XX. A menudo descrito como un «lobo con piel de cordero», se hizo pasar por un avión de transporte, pero su propósito fue proporcionar un veloz bombardero medio a la Luftwaffe, violando el tratado de Versalles. 
Quizás el bombardero alemán más reconocido debido al distintivo morro acristalado estilo «invernadero» de las versiones más modernas, el He 111 fue el principal y más numeroso bombardero de la Luftwaffe durante las etapas iniciales de la Segunda Guerra Mundial. Le fue bien hasta la Batalla de Inglaterra, donde su débil armamento defensivo, relativa baja velocidad y reducida maniobrabilidad quedaron expuestos. Sin embargo, demostró ser capaz de soportar graves daños y mantenerse en vuelo. A medida que la guerra avanzaba, el He 111 fue usado en variedad de funciones en todos los frentes del teatro europeo. Fue utilizado como bombardero estratégico durante la Batalla de Inglaterra, como avión torpedero durante la Batalla del Atlántico, y como bombardero medio y avión de transporte en los frentes Occidental, Oriental, Mediterráneo, de Oriente Medio, y del Norte de África. 
Aunque fue mejorado constantemente, quedó obsoleto durante la última parte de la guerra. Iba a ser reemplazado por el proyecto aeronáutico Bombardero B de la Luftwaffe, pero los retrasos y la posterior cancelación del proyecto forzaron a la fuerza aérea alemana a continuar usando el modelo hasta el final de la guerra. Su fabricación cesó en 1944, punto en el que, debido al curso que tomaba la guerra, la producción de bombarderos con motores de pistones fue en gran parte detenida en favor de los cazas. Con la desaparición de la fuerza de bombarderos alemanes, el He 111 fue usado para transporte y logística.
Este diseño de Heinkel perduró después de la guerra con el CASA 2.111, producido bajo licencia en España por Construcciones Aeronáuticas S.A., y que prácticamente solo se diferenciaba del alemán en los motores. El descendiente del He 111 continuó en servicio hasta 1973, momento en el que fue retirado.

## Desarrollo
El Heinkel He 111 fue diseñado como un avión de pasajeros; sin embargo su potencial militar se aprovechó de inmediato. El primer prototipo, He 111 V1, era un desarrollo agrandado del Heinkel He 70 Blitz y que, equipado con dos motores BMW VI OZ de 600 hp, voló por primera vez el 25 de febrero de 1935. En el segundo y tercer prototipos (He 111 V2 y V3) se adoptaron alas de menor envergadura. El He 111 V2 era un transporte civil con capacidad para 10 plazas y sacas de correo, mientras que el V3 fue el primer prototipo de aparato de bombardeo. Antes de que terminase el año 1936, seis unidades de serie He 111C, derivados del V4, habían entrado en servicio con Lufthansa, propulsados con diferentes motores, entre ellos el BMW 132. A principios de 1936 voló el He 111 V5, prototipo de la serie militar He 111B, que estaba equipado con dos motores Daimler Benz DB 600A de 1000 hp. A finales de 1936 tuvieron efecto las primeras entregas a una unidad operativa, el 1./KG 154 de Fassberg, y en febrero de 1937 treinta He 111B-1 fueron entregados a dos Staffel de bombardeo de la Legión Cóndor, el Kampfgruppe K/88, que llevó a cabo su primera misión operativa con el nuevo modelo el día 9 de marzo. Posteriormente, la Legión Cóndor empezó a recibir la versión mejorada He 111B-2 y, más tarde, la He 111E-1.

### Variantes tempranas

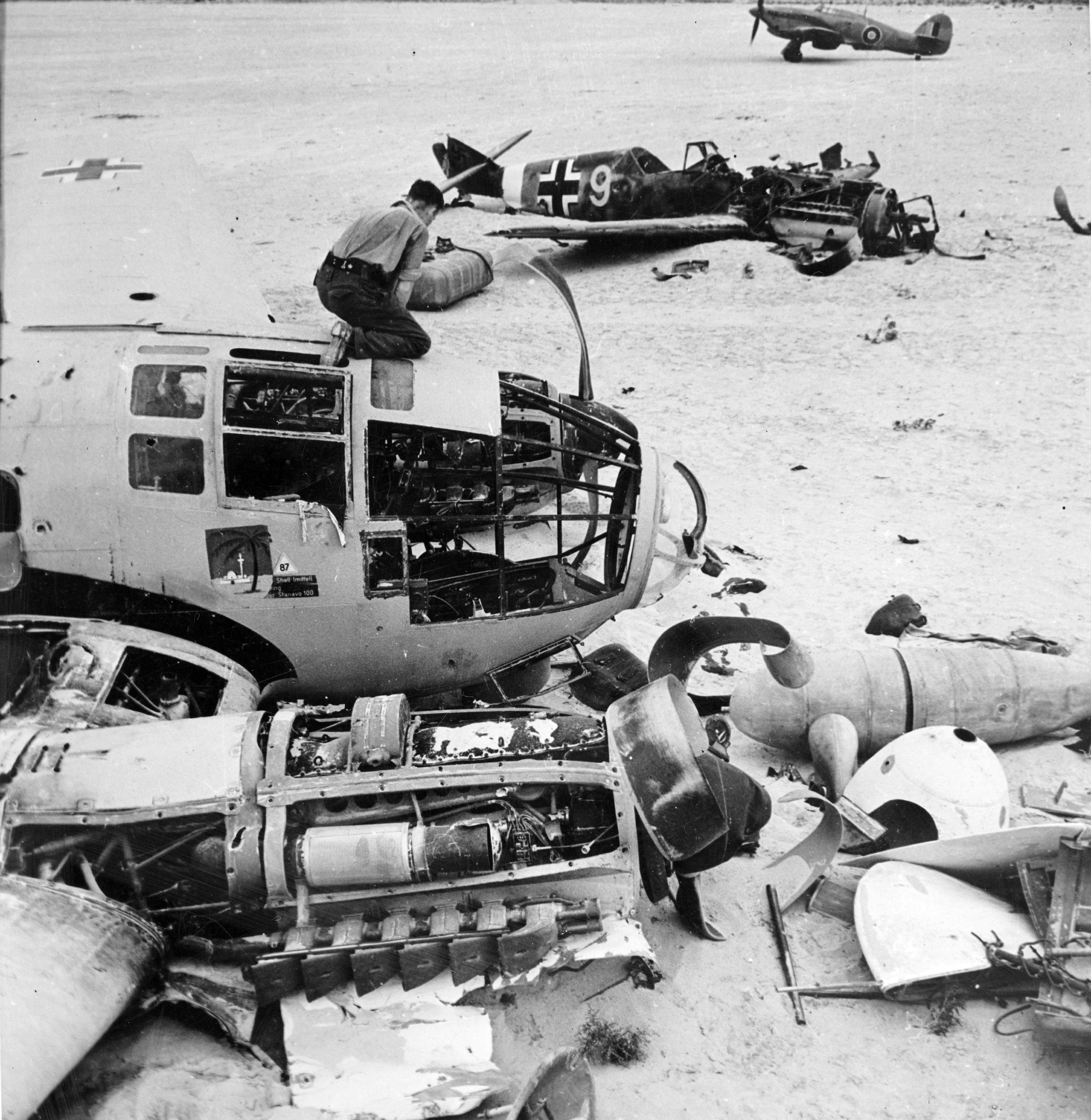
Heinkel He 111 derribado en Egipto alrededor de 1942.

El primer prototipo, He 111 V1 (W.Nr. 713, D-ADAP), voló por primera vez desde Rostock-Marienehe el 24 de febrero de 1935. Fue seguido por las versiones civiles V2 y V4, equipados en mayo de 1935. El V2 (W.Nr. 715, D-ALIX) utilizaba la bodega de bombas como "compartimento de fumar" con cuatro asientos y otros seis asientos en la parte trasera del fuselaje.
El V2 entró en servicio en Lufthansa en 1936, junto con cinco ejemplares de nueva construcción de la versión conocida como el He 111C. El diseño se hace pasar como un solo avión. El avión estaba destinado a ser un bombardero de la Luftwaffe cuando comenzó el rearme. Los informes iniciales del piloto de pruebas Gerhard Nitschke fueron favorables. El rendimiento de vuelo y el pilotaje eran impresionantes, a pesar de que disminuyó su pérdida de sustentación en el ala. Como resultado de ello en la variante de pasajeros, las alas se redujeron de 25 a 23 metros. El avión militar, los V1, V3 y V5 medían solo 22,6 m.
Los primeros prototipos se equiparon con motores BMW VI 6,0 de seis cilindros en línea de 578 hp. Esta potencia fue aumentada a 999 hp con la instalación de los motores Daimler-Benz DB 600 en el prototipo V5, que se convirtió en el prototipo de la versión B. Los seis primeros aparatos fueron probados por Lufthansa para el uso civil con dos motores BMW, aunque no tuvieron éxito. Posteriormente se incorporaron motores Daimler-Benz DB 605. Los últimos ejemplares llevarían dos motores Junkers Jumo 211, de 1340 hp modelo 21 IF-I.
Solo se construyeron diez He 111A-0 basados en el prototipo V3, pero el primero evaluado en Rechlin resultó ser de pobres prestaciones; faltos de potencia a plena carga bélica, fueron rechazados y vendidos a China; allí los He 111 entraron por primera vez en combate, siendo diezmados por los cazas japoneses, principalmente a causa de la falta de pericia de las tripulaciones. Adelantándose al problema de la falta de potencia, Heinkel produjo el He 111B, cuya preserie He 111B-0 estaba propulsada por motores Daimler-Benz DB 600A de 1000 hp. A pesar del considerable aumento de peso, esta versión contaba con una velocidad máxima de 360 km/h y realizó su primer vuelo en el otoño de 1936. Después de las mejoras, el (Reichsluftfahrtministerium, RLM) ordenó 300 He 111B-1 de serie; los primeros se entregaron en enero de 1937. 
En 1937 se construyó el B-2, provisto de motores DB 603CG de 950 hp, seguido por los escasos ejemplares de las series D-0 y D-1, cuyos motores DB 600Ga de 950 hp no fueron suministrados al ritmo adecuado. En 1938 se pasó a la fabricación del He 111E, propulsado por Junkers Jumo 211A-1 de 1000 hp, del que se produjeron casi 200 ejemplares de esta variante, capaz de transportar una carga de 2000 kg de bombas.
Entretanto se habían efectuado trabajos de simplificación de la estructura alar para facilitar la fabricación, apareciendo en el séptimo prototipo una planta alar nueva con bordes de ataque y de fuga rectos. La nueva ala fue introducida en los aparatos de la serie He 111F, que salieron de la nueva factoría Heinkel de Oranienburg en 1938. 24 He 111F-1, propulsados por Jumo 211A-3 de 1100 hp, fueron vendidos a Turquía, mientras que la versión de la Luftwaffe fue la He 111F-4. La serie He 111G comprendió solo nueve ejemplares, de los que cinco (propulsados por motores radiales BMW 132Dc y BMW 132H-1, y lineales DB 600G) fueron entregados a Lufthansa y los restantes, vendidos a Turquía como He 111G-5. Producida simultáneamente con la serie G, la serie J fue desarrollada como versión de bombardeo-torpedeo, fabricándose unos 90 ejemplares, que, sin embargo, sirvieron como bombarderos normales en el KGr 806, asignado a la Kriegsmarine durante 1939.

### Guerra civil española

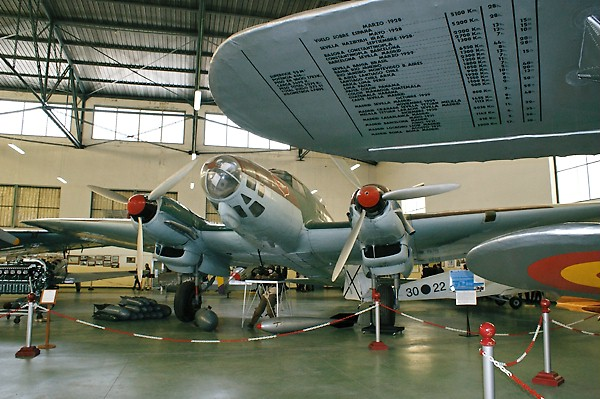
He 111E-3 en el Museo del Aire, Madrid.

En febrero de 1937 embarcaron en secreto hacia España los primeros cuatro ejemplares de He 111B-1 del casi centenar de He 111 de diversas versiones que combatieron en la Guerra Civil; fueron entregados a dos Staffel del elemento de bombardeo de la Legión Cóndor, el Kampfgruppe K/88, que llevó a cabo la primera misión operativa con el nuevo modelo el día 9 de marzo. Posteriormente, se recibió la versión mejorada He 111B-2 y más tarde, la He 111E-1.
El Heinkel He 111E-1 entra en producción en febrero de 1938, sirviendo también en la Legión Cóndor a partir de marzo. El fuselaje tenía cuatro hileras para bombas. En posteriores modelos se ampliaron hasta 8; podían transportar una SC 250 o cuatro SC50 cada uno, almacenadas de manera vertical. Esto era una característica propia de los primeros bombarderos (como el Junkers Ju 52), algo que fue abandonado en modelos posteriores. A la versión E-3 se incorporaron soportes exteriores, y en el E-5 se reduce la carga de bombas para aumentar la capacidad de transporte de combustible y, con ello, el alcance.
En total, llegaría a haber más de 90 aparatos operativos, y muchos de estos aparatos (50 en total) sobrevivirían a la contienda. 
Participaron en la Batalla de Brunete, en la de Teruel, en la del Ebro y en bombardeos esporádicos sobre Madrid y Alicante, y en el bombardeo de Guernica. 
Su escasa capacidad defensiva les hacía vulnerables a los cazas, si bien la aviación republicana contaba con pocos efectivos. Al terminar la guerra quedaban unos 50 aparatos, que permanecieron en España formando parte del Ejército del Aire hasta los años 70.

### Variantes de la Segunda Guerra Mundial

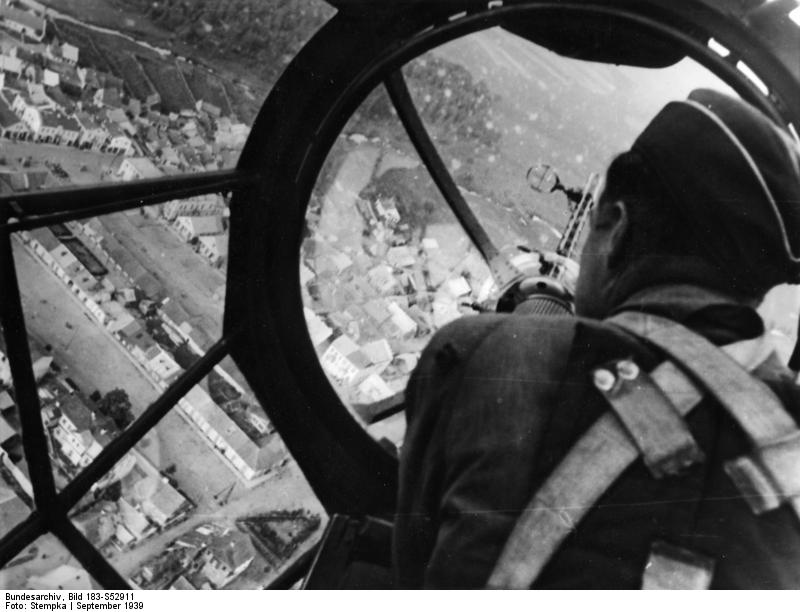
Vista desde el interior de un He 111 sobrevolando Polonia (septiembre de 1939).

En septiembre de 1939, al inicio de la Segunda Guerra Mundial, el He 111 estaba sólidamente establecido en las unidades operacionales de la Luftwaffe, que contaban con 400 ejemplares, además de 349 He 111P, 38 He 111E y 21 He 111J. De estos 808 aviones, 705 estaban disponibles en vísperas del ataque alemán a Polonia. Durante la campaña, los Heinkel de las KG 1, 4, 26, 27, 53, 152 y el II/LG 1 estuvieron constantemente en acción, comenzando con incursiones profundas y lanzando devastadores ataques sobre la capital polaca cuando los polacos se retiraron hacia Varsovia.
Debido a la falta de aeródromos adecuados, solo tres unidades equipadas con He 111 operaron en la campaña noruega, mientras las restantes Geschwader se prepararon para el ataque en el Oeste, que comenzó el 10 de mayo de 1940.
Hasta entonces, los He 111 habían tenido un perfil convencional "escalonado" a la altura del parabrisas, pero el He 111P, siguiendo la configuración del octavo prototipo de enero de 1938, adoptó la característica proa acristalada elíptica, que incluía un montaje asimétrico Ikaria para una MG 15, además de incorporar el Daimler-Benz DB 601A-1. Estas mejoras le permiten volar a una velocidad de crucero de 370 km/h. Cargado totalmente, esta velocidad se reduce a 300 km/h. En 1937 se mejoró el diseño para evitar algunos problemas de visibilidad. Un gran número de He 111P sirvieron durante la campaña de Polonia, de manera que el He 111 y el Dornier Do 17 formaron la base de la Kampfwaffe mientras no llegaba el Junkers Ju 88.
Al comenzar la Batalla de Inglaterra, el He 111H había sustituido casi completamente a los He 111P. El He 111H, que desarrollaba una velocidad máxima de 435 km/h, demostró ser un avión más difícil de derribar que el Dornier Do 17 y capaz de resistir fuertes daños de combate. Los 17 Gruppen que emplearon el He 111H durante la batalla utilizaron una media de 500 aviones (unos 40 He 111P cumplieron misiones de reconocimiento con los Aufklärungsgruppen), perdiendo 246 ejemplares en combate aéreo en el curso de cuatro meses. Entre los ataques más sobresalientes de los He 111, se encuentra el efectuado por la KG 55 sobre la fábrica de aviones de Bristol, el 25 de septiembre, y la devastadora incursión de la misma unidad sobre la factoría de Supermarine en Southampton, al día siguiente. La mayoría de los He 111H empleados durante la Batalla de Inglaterra eran H-1, 2, 3 y 4, los dos últimos propulsados por motores Jumo 211D de 1100 hp. Quizás una de las causas de importancia de las pérdidas experimentadas resida en que iban tripulados por cinco hombres, en lugar de los cuatro que llevaban los restantes bombarderos Do 17 y Ju 88.
La siguiente variante en incorporarse a las Kampfgeschwader fue el He 111H-5, que llevaba bajo las bodegas de bombas depósitos adicionales de combustible cargables en dos soportes externos con capacidad para 1000 kg cada uno; el peso total se elevó a 14 055 kg. Aviones de este tipo fueron intensamente utilizados durante los ataques Blitz del invierno de 1940-41, arrojando la mayoría de las bombas y minas lanzadas en paracaídas que cayeron en las ciudades británicas durante esa campaña. El He 111H-5 podía también llevar en su exterior una única bomba de 1800 kg.
El He 111H-6, que entró en producción a finales de 1940, se convirtió en la versión más ampliamente utilizada. Capaz de llevar un par de torpedos LT F5b de 765 kg, estaba armado con seis ametralladoras MG 15 de 7,92 mm y un cañón de tiro frontal de 20 mm en proa de la góndola ventral. Algunos ejemplares disponían de una ametralladora en la cola accionada por control remoto y otros tuvieron en el mismo sitio un lanzagranadas. A pesar de su capacidad para utilizar torpedos, la mayoría de los H-6 fueron empleados como bombarderos ordinarios. La primera unidad que voló equipada con torpedos fue la I/KG 26, que actuó contra los convoyes del Ártico desde las bases de Bardufoss y Banak, en el norte de Noruega, desde junio desde 1942 en adelante, y participó destacadamente en la casi completa aniquilación del convoy PQ 17.
Las designaciones He 111H-7 y He 111H-9 se relacionaban con variantes menores en el equipo del H-6, mientras que el He 11H-8 contaba con un dispositivo en las puntas alares diseñado para cortar los cables de los globos cautivos de las barreras antiaéreas; una vez descubierta su escasa utilidad, los H-8 supervivientes fueron destinados a remolque de planeadores con la denominación He 111H-8/R2. El He 111H-10 era similar al H-6, pero incluía un cañón Ikaria MG FF de 20 mm en la góndola ventral y cortacables Kuto-Nase en las alas.

### Variedad de misiones

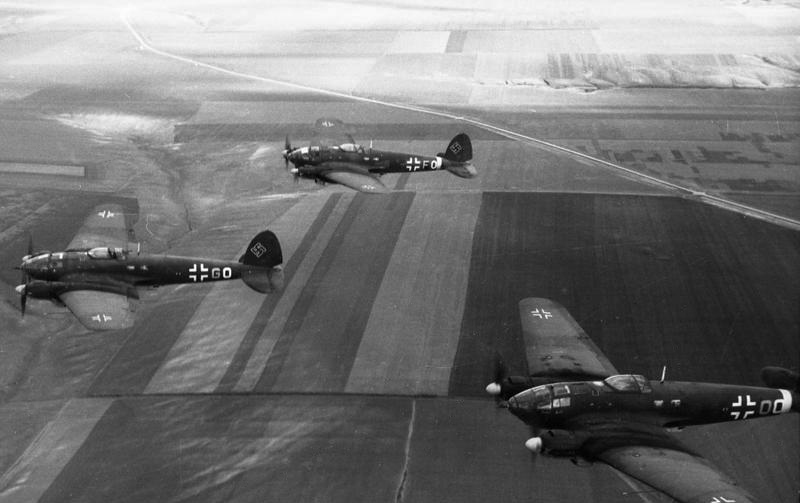
Una bandada (kette) de tres He 111 sobre territorio soviético en 1943.

El éxito de los He 111H como señalizadores-guías con el KGr 100 influyó fuertemente en los desarrollos siguientes: el He 111H-14, el H-16/R3 y el H-18 fueron dotados de equipos de radio FuG Samos, Peil-GV, APZ5 y FuG Korfu para tales misiones; los He 111H-14 fueron utilizados en operaciones por el Sonderkomando Rastedter de la KD 40 en 1944.
A medida que se iban uniendo al He 111 bombarderos más modernos como el Heinkel He 177 Greif, el Dornier Do 217 y otros, se emprendieron desarrollos paralelos de versiones de transporte; el He 111H-20/R1 fue equipado para acomodar a 16 paracaidistas y el He 111H-20/R2 como transporte de carga y remolque de planeadores. No obstante, las variantes de bombardeo continuaron en servicio, especialmente en el frente del Este, donde el He 111H-20/R3, con una carga de bombas de 2000 kg y el He 111H-20/R4, que transportaba 20 bombas de fragmentación de 50 kg, operaban durante la noche.
La operación quizás más sobresaliente, pero también la más desesperada de todas las realizadas por los bombarderos y transportes He 111H fue el apoyo al intento de la Wehrmacht de auxiliar al 6º Ejército en Stalingrado, entre noviembre de 1942 y febrero de 1943. Como la flota completa de transportes Junkers Ju 52/3m era inadecuada para las tareas de aprovisionamiento, bombarderos He 111 de tres KG se unieron a los K Grzb V5 y V20 (empleando un conglomerado de transportes He 111D, F, P y H) embarcándose en la misión de llevar alimentos y municiones al cercado 6º Ejército. Hacia final de la campaña de Stalingrado, la Luftwaffe había perdido 165 He 111, un sacrificio del que las Kampfgeschwader ya no se recuperarían.
El Heinkel He 111 emprendió también dos de los más extravagantes experimentos operacionales de la Luftwaffe durante la guerra. El primero implicaba el transporte de una bomba volante Fieseler Fi 103 (V-1) bajo un ala. Tras las pruebas efectuadas en Peenemünde en 1943, 20 He 111H-6, H-16 y H-21 (redesignados todos ellos He 111H-22) fueron modificados y entregados a la III/KG 3 en julio de 1944. En seis semanas, esta unidad, basada en Holanda, había lanzado 300 bombas volantes contra Londres, 90 contra Southampton y 20 contra Gloucester, utilizando la táctica de aproximarse a la costa británica volando a baja cota para escapar al radar, elevarse a 450 m para lanzar la bomba y picar a continuación para escapar. Creyendo que esta campaña había alcanzado buenos resultados, la Luftwaffe equipó a la KG 53 con unos 100 He 111H-22; basados en el oeste de Alemania, comenzaron sus operaciones contra Gran Bretaña en diciembre y lanzaron una incursión contra Mánchester en Nochebuena. A lo largo de siete meses de operaciones, fueron lanzadas 1200 bombas volantes, perdiéndose 77 aviones; menos del 20% de las bombas alcanzaron sus objetivos.

### He 111Z Zwilling

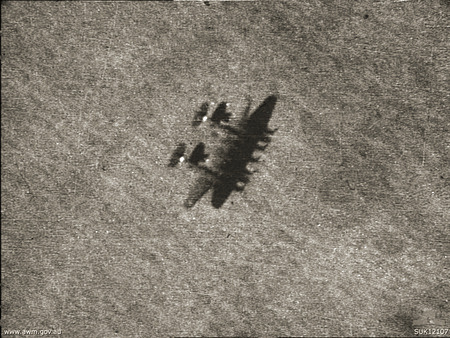
He 111 Zwilling en Regensburg en 1944.

De otro experimento resultó el extraordinario pentamotor He 111Z (Z por Zwilling, gemelo), obtenido uniendo dos He 111 mediante una sección alar central en la que iba montado el quinto motor. El avión, cuya envergadura era de 35,20 m, estaba destinado a remolcar al descomunal planeador Messerschmitt Me 321 Gigant o a tres Gotha Go 242 a 225 km/h y 4000 m. Las pruebas resultaron decepcionantes y el He 111Z-1 sirvió con el Grossraumlastensegler Kommando 2 con base en Obertraubling en 1943 en misiones de suministro en el frente del Este. El He 111Z-2, que no fue utilizado operacionalmente, estaba equipado para transportar cuatro bombas cohete Henschel Hs 293A a largas distancias; el proyectado Z-3 iba a ser una versión de reconocimiento de largo alcance. El He 111Z tenía una tripulación de siete personas, cuatro de ellas (incluyendo el piloto) en el fuselaje de babor.

### CASA 2.111
Tras la guerra civil española, se habían entregado a España unidades del modelo He 111B, pero la necesidad de contar con un modelo más actual llevó a la firma de un contrato entre CASA y Heinkel para la producción bajo licencia del modelo He 111H-16, de los que se produjeron 236. Al principio los He 111 españoles, CASA 2.111, se equiparon con motores alemanes. Más tarde, entre 1953 y 1956, España compró 173 motores Rolls-Royce Merlin y los instaló en unos 70 He 111 aún operativos. Algunos participaron de nuevo en combate durante la Guerra de Ifni. Algunos de estos aparatos aparecieron en la película La Batalla de Inglaterra.

## Historia operacional
El Heinkel He 111 sirvió en todos los frentes militares de Alemania en el Teatro europeo en la Segunda Guerra Mundial. Comenzando la guerra como bombardero medio, apoyó las campañas alemanas en el frente hasta 1943 cuando, al lograr los Aliados Occidentales y soviéticos la superioridad aérea, fue relegado al papel de avión de transporte. Unas pocas unidades de bombardeo Kampgeschwader continuaron utilizando un pequeño número de aviones He 111 hasta 1945 en varias funciones, pero principalmente en operaciones nocturnas para evitar los cazas enemigos.
Entre las operaciones finales de los bombarderos He 111, fue destacable el ataque al aeródromo soviético de Poltava, en la noche del 21-22 de junio de 1944. El día anterior, 114 Boeing B-17 Flying Fortress de la USAAF y sus escoltas North American P-51 Mustang habían volado a la Unión Soviética en una misión "lanzadera" después de bombardear Berlín. Los Heinkel He 111 de la KG 4, 27, 53 y 55 sorprendieron a los estadounidenses y, a la luz de bengalas destruyeron 43 B-17 y 15 P-51 en el suelo.
Al comenzar la batalla de las Ardenas, a finales de 1944, transportes He 111 pertenecientes al Transportgruppe 30 lanzaron paracaidistas tras las líneas estadounidenses. En los últimos días del Tercer Reich, el He 111 solo era utilizado como transporte, integrado en la KG 4, el TGr 30 y el Scheppgruppe. 
Sólo el fracaso del Heinkel He 177 Greif y del programa B hizo que el He 111 permaneciera en producción hasta 1944, fabricándose un total de 7300 He 111.

## Variantes
He 111a (He 111 V1)
Primer prototipo; dos motores BMW VI 6 OZ de 600 hp con hélices bipala.
He 111 V2
Segundo prototipo (D-ALIX), con curvatura de borde de fuga alar reducida.
He 111 V3
Tercer prototipo (D-ALES); envergadura reducida a 22,61 m.
He 111 V4
Cuarto prototipo (D-AHAO); avión de línea para 10 pasajeros; hélices tripala.
He 111C-0
Seis aviones de línea para Lufthansa.
He 111A-1
Diez aviones basados en el V3; rechazados por la Luftwaffe y vendidos a China.
He 111 V5
Motores DB 600A; peso bruto 8600 kg.
He 111B-0
Versión de preproducción aceptada por la Luftwaffe; un avión con motores Jumo 210Ga.
He 111B-1
Bombarderos de serie; primeros ejemplares con DB 600Aa, posteriores con DB 600C; peso bruto 9323 kg; carga máxima de bombas 1500 kg.
He 111B-2
Como B-1, motores DB 600CG sobrealimentados; peso bruto 10 000 kg.
He 111 V7
Prototipo con alas de planta trapezoidal.
He 111D-0
Preproducción de los aviones con motores DB 600Ga.
He 111D-1
Producción de aeronaves, solo unos pocos aparatos construidos.
He 111E-0
Preproducción de aviones, similar al B-0, pero con Jumo 211A-1 motores.
He 111E-1
Producción de aviones con hasta 2000 kg de bombas de carga.
He 111E-3
Bombardero de producción con carga de bombas mucho mayor que la versión anterior.
He 111E-4
La mitad de los 2000 kg de bombas de carga llevadas en el exterior.
He 111E-5
Versión equipada con un depósito auxiliar de combustible en el fuselaje.
He 111H-0
Aviones de preproducción similares a los E-5, pero con una nueva ala de construcción más simple con borde recto en vez de curvo, y motores Jumo 211A-3.
He 111F-1
24 ejemplares vendidos a Turquía en 1938.
He 111F-4
Bombardero de producción para uso con la Luftwaffe.
He 111G-0
Aviones de preproducción de transporte, que figuran con la nueva ala presente en el H-0.
He 111G-3
También conocido como V14, equipado con motores radiales BMW 132Dc.
He 111G-4
También conocido como V16, equipado con motores DB600G.
He 111G-5
Cuatro aviones con motores de DB 600Ga vendidos a Turquía.
He 111J
Versión de torpedeo de la serie He 111F, pero con motores DB 600CG.
He 111J-0/J-1
Versión de torpedeo con motores DB 600CG de 950 hp.
He 111L
Alternativa para la designación del He 111G-3. Aviones de transporte civil.
He 111P
Serie que introdujo en 1939 un fuselaje bastante revisado y la supresión de la cabina escalonada en favor de la asimétrica totalmente acristalada.
He 111P-1
Aeronaves de producción, equipadas con tres MG 15 de 7,9 mm de armamento defensivo.
He 111P-2
Emisoras de radio FuG 10 en lugar de FuG III.
He 111P-3
Entrenador con controles duales.
He 111P-4
Versión equipada con blindaje adicional, cinco tripulantes, tres MG 15 extra, y provisión para dos soportes externos de bombas.
He 111P-6
Versión equipada con motores DB 601N de 1175 hp y 2000 kg de bombas.
He 111H-0
Ejemplares de preproducción similares a los aviones P-2, pero con motores Jumo 211.
He 111H-1
Aeronaves de producción.
He 111H-2
Esta versión fue provista con mejor armamento.
He 111H-3
Similar a la de P-4, pero con motores Jumo 211A-3.
He 111H-4
Los primeros ejemplares fueron equipados con motores Jumo 211D, los posteriores con Jumo 211F, y dos soportes externos de bombas.
He 111H-5
Similar a la H-4, llevaba depósitos adicionales de combustible bajo la bodega de bombas, en dos soportes externos con capacidad para 1000 kg cada uno; el peso total se elevó a 14 055 kg.
He 111H-6
Bombardero-torpedero, podía llevar dos torpedos LT F5b exteriormente, propulsado por motores Jumo 211F-1, seis de la MG 15 y un cañón MG FF de 20 mm en góndola delantera.
He 111H-8
Similar a la H-3 o H-5, pero con sistema corta globos.
He 111H-8/R2
Conversión de H-8 en remolcador de planeadores, sistema corta globos eliminada.
He 111H-10
Similar a la H-6, pero con MG FF de 20 mm en góndola ventral, y equipado con sistema corta globos Kuto-Nase..
He 111H-11
Tenía un cañón completamente cerrado en posición defensiva dorsal y aumento de armamento y blindaje.
He 111H-11/R1
Como la H-11, pero con dos MG 81Z dobles en las posiciones de tiro.
He 111 H-11/R2
Como la H-11, pero convertida a un remolcador de planeadores.
He 111H-12
Se modificó para llevar misiles Hs 293 A, equipado con transmisor FuG 203b Kehl, y góndola ventral eliminada.
He 111H-14
Versión guía, equipado con FuG Samos y equipo de radio FuG 351 Korfu.
He 111H-14/R1
Versión remolcador de planeadores.
He 111H-15
Bombardero-torpedero.
He 111H-16
Equipada con motores Jumo 211F-2 y el aumento de armamento defensivo con MG 131 de 13 mm, MG 81Z dobles de 7,9 mm, y un cañón MG FF de 20 mm.
He 111H-16/R1
Como la H-16, pero con una MG 131 de 13 mm operada en la torreta dorsal.
He 111 H-16/R2
Como la H-16, pero convertida a remolcador de planeadores.
He 111 H-16/R3
Como la H-16, modificado como guía.
He 111H-18
Sobre la base del H-16/R3, versión de guía para operaciones nocturnas.
He 111H-20
Transporte/remolcador de planeadores; H-20/R1, transporte de paracaidistas; H-20/R2, carguero/remolcador; H-20/R3, modificado como bombardero; H-20/R4, convertido en bombardero con 20 bombas de 50 kg.
He 111H-21
Sobre la base del H-20/R3, pero con motores Junkers Jumo 213E-1 de 1750 hp.
He 111H-22
Ejemplares de las versiones H-6, H-16 y H-21, redesignados y modificados, utilizados para el lanzamiento de misiles.
He 111H-23
Similar al H-20/R1 con motores Jumo 213A-1 de 1776 hp.
He 111Z-1 (por Zwilling, gemelo)
Combinaba dos células de He 111H-6 unidas entre sí por una nueva sección alar que montaba un quinto motor Jumo 211F-2, utilizado como remolcador de planeadores.
He 111Z-2
Proyecto de bombardero de largo alcance.
He 111Z-3
Versión del Z-1 propuesta para reconocimiento de largo alcance.

## Operadores

### Militares
Alemania nazi
- Luftwaffe

 Bulgaria

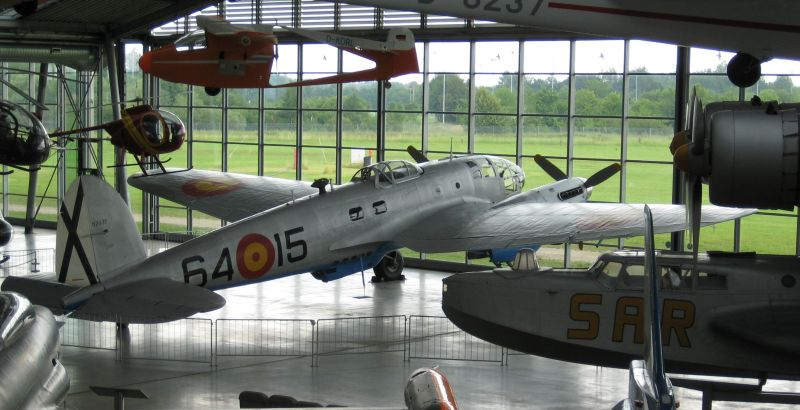
CASA 2.111B.

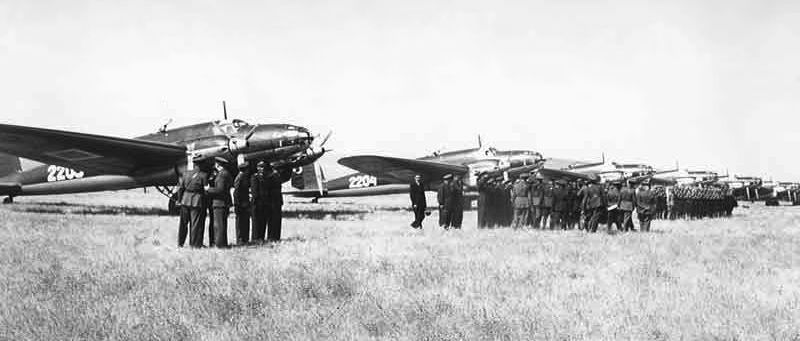
Heinkel He 111F en servicio en Turquía.

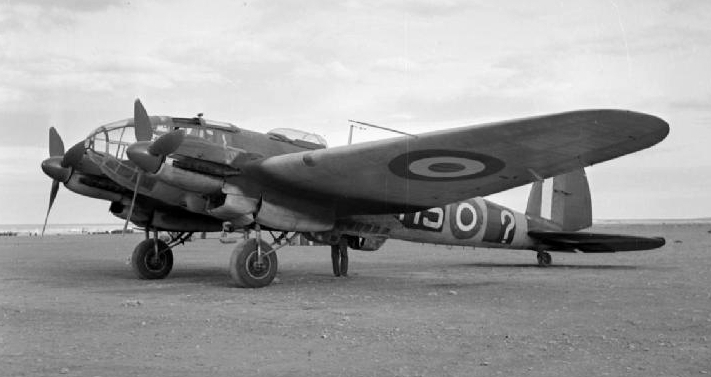
Bombardero Heinkel He 111H, abandonado por la Luftwaffe en la retirada tras la batalla de El Alamein.

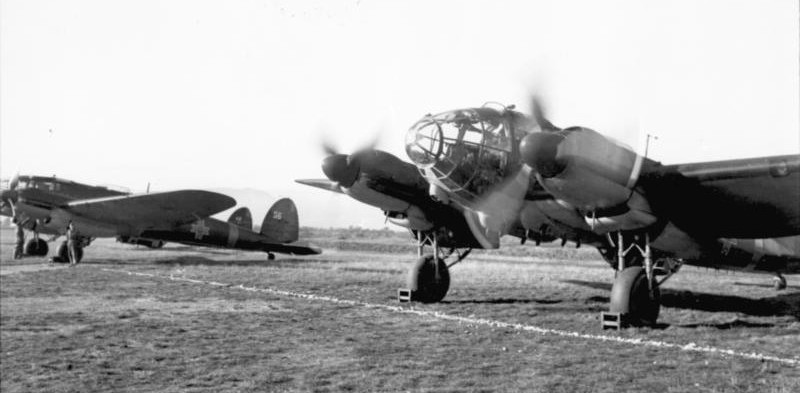
Heinkel He 111H en la Real Fuerza Aérea Rumana.

- Real Fuerza Aérea Búlgara[5]

 Checoslovaquia
- Fuerza Aérea Checoslovaca: utilizó un avión en la posguerra.[6]

 Eslovaquia
- Fuerza Aérea Eslovaca[7]

 España
- Ejército del Aire de España[8]

 Estados Unidos
- Fuerza Aérea del Ejército de los Estados Unidos: operó varios aparatos capturados después de la guerra.[9]

 Hungría
- Real Fuerza Aérea del Ejército Húngaro[10]

 Reino Unido
- Real Fuerza Aérea: utilizó varios aviones capturados durante y tras la guerra.[11]

 República de China
- Fuerza Aérea Nacionalista China[12]

 Rumania
- Real Fuerza Aérea Rumana[10]

 Turquía
- Fuerza Aérea Turca: utilizó la variante He 111F.[13]

### Civiles
Alemania nazi
- Lufthansa: operó con 12 ejemplares.[14]

 Rumania
- Un usuario civil desconocido utilizó un bombardero convertido. El registro de ese He 111 era YR-PTP.[15]

## Supervivientes
Solo existen tres ejemplares He 111 originales de fabricación alemana expuestos o conservados en museos.

- El He 111E-3 N.º 2940, con la cabina convencional y que sirvió en la Legión Cóndor, está expuesto en el Museo del Aire, en Madrid (España).
- El He 111P-2 N.º 1526, fabricado en 1939, está expuesto en el Museo de la Fuerza Aérea Noruega en Gardermoen.[16]
- El He 111H-20 N.º 701152, fabricado en 1944 y modificado para lanzamiento de paracaidistas (Fallschirmjäger), está expuesto en el Museo de la Royal Air Force de Londres.

En 2005, otro He 111 fue recuperado de un lago de Noruega y trasladado a Alemania para ser restaurado, y puede que sea el ejemplar de tiempos de guerra más completo hasta la fecha. No vinculadas a este esfuerzo hay organizaciones interesadas en restaurar un He 111 a condiciones de vuelo.

## Especificaciones (He 111 H-6)
Referencia datos: Nowarra, Heinz J. Heinkel He 111: A Documentary History

### Características generales
- Tripulación: Cuatro (piloto, navegante/bombardero/artillero frontal, artillero ventral, operador de radio/artillero dorsal)
- Longitud: 16,4 m (53,8 ft)
- Envergadura: 22,6 m (74,1 ft)
- Altura: 4 m (13,1 ft)
- Superficie alar: 87,6 m² (942,9 ft²)
- Peso vacío: 8680 kg (19 130,7 lb)
- Peso cargado: 12 030 kg (26 514,1 lb)
- Peso máximo al despegue: 14 000 kg (30 856 lb)
- Planta motriz: 2× motor lineal V12 invertido refrigerado por líquido Junkers Jumo 211F-1 o 211F-2.
  - Potencia: 986 kW (1359 HP; 1341 CV) cada uno.

### Rendimiento
- Velocidad máxima operativa (Vno): 440 km/h (273 MPH; 238 kt)
- Alcance: 2300 km con la carga máxima de combustible
- Techo de vuelo: 6500 m (21 325 ft)
- Carga alar: 137 kg/m²
- Potencia/peso: 0,082 kW/kg

### Armamento
- Armas de proyectiles: 

  - Hasta 7× ametralladoras MG 15 o MG 81 de 7,92 mm, algunas reemplazadas o complementadas por:
    - 1× ametralladora MG 131 de 13 mm (en posiciones dorsal y/o ventral hacia atrás)
    - 1× cañón automático MG FF de 20 mm (en posición central del morro o posición ventral hacia adelante)
- Bombas: 

  - Hasta 2000 kg en la bodega interna (ocho bombas de 250 kg) o
  - Hasta 2500 kg con dos soportes externos

## Aeronaves relacionadas

### Desarrollos relacionados
- España CASA 2.111

### Aeronaves similares
- B-25 Mitchell
- B-26 Marauder
- Bloch MB.210
- Caproni Ca.135
- Savoia-Marchetti SM.81
- Mitsubishi G4M
- PZL.37 Łoś
- Vickers Wellington
- Ilyushin Il-4

### Secuencias de designación
- Secuencia He _ (designaciones del RLM para Heinkel): ← He 72 - He 74 - He 100 - He 111 - He 112 - He 113 - He 114 →
- Secuencia Numérica (designaciones del RLM 1933-1945): ← Bf 108 - Bf 109/Bf 109R - Bf 110 - He 111/He 111U - He 112 - He 113 - He 114 →
- Secuencia Numérica (Aeronaves del Ejército del Aire español, 1939-1945): ← 22 - 23 - 24 - 25 - 26 - 27 - 28 →
- Secuencia B._ (Aeronaves de Bombardeo del Ejército del Aire español, 1945-1954): B.1 - BV.1 - B.2 - B.3 - B.4 - B.5 →
- Secuencia B._ (Aeronaves de Bombardeo del Ejército del Aire español, 1954-1978): BV.1 - B.2/H